# 直芒草属
直芒草属（学名：Orthoraphium）是禾本科的一属植物。该属共有O. grandifolium和O. roylei等3种，分布于喜马拉雅至日本。

## 下级分类
本属包括以下物种：
- 大叶直芒草 Orthoraphium grandifolium (Keng) Keng
- 直芒草 Orthoraphium roylei Nees, 1841